# Велика Медведівка (Шепетівський район)
Вели́ка Медве́дівка — село в Україні, у Судилківській сільській територіальній громаді Шепетівського району Хмельницької області. Населення становить 620 осіб.

## Історія
У 1906 році село Судилківської волості Ізяславського повіту Волинської губернії. Відстань від повітового міста 35 верст, від волості 10. Дворів 198, мешканців 1099.

## Герб
Круги – т. зв. безанти, символ монет (давньоримських, що знайдені біля села). Квіти липи і бочка – символ меду, тобто назви.

## Пам'ятки природи
- Огрудок (пам'ятка природи)
- Липа в селі Велика Медведівка

## Видатні люди
В селі народилися:
- Ємець Олександр Іванович (1959—2001) — український правознавець і політик,
- Молодика Андрій Миколайович — молодший сержант Збройних сил України, учасник російсько-української війни 2014—2015 років.

У селі помер краєзнавець та письменник Тадеуш Єжи Стецький.

## Світлини

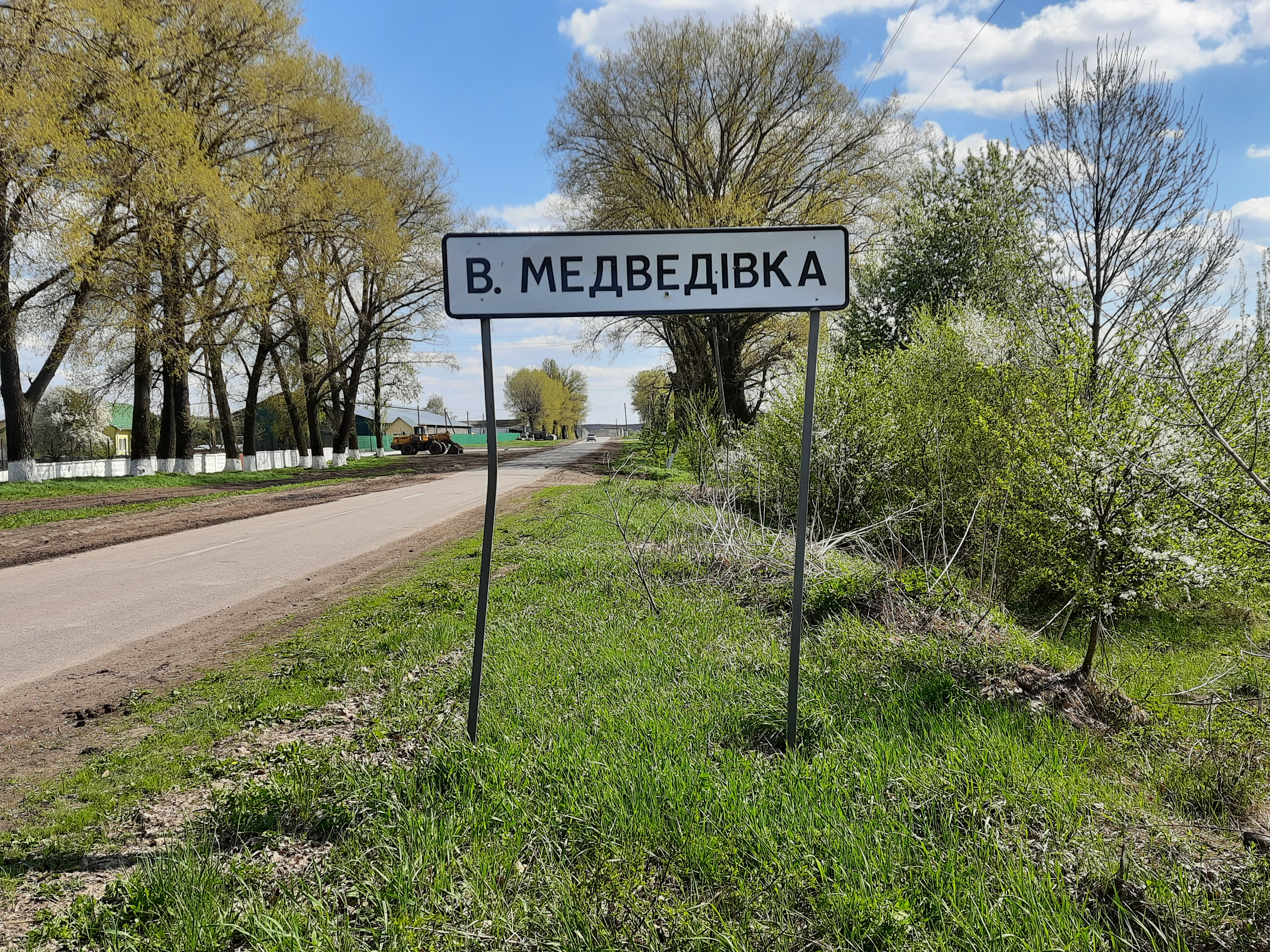
В'їзд у село
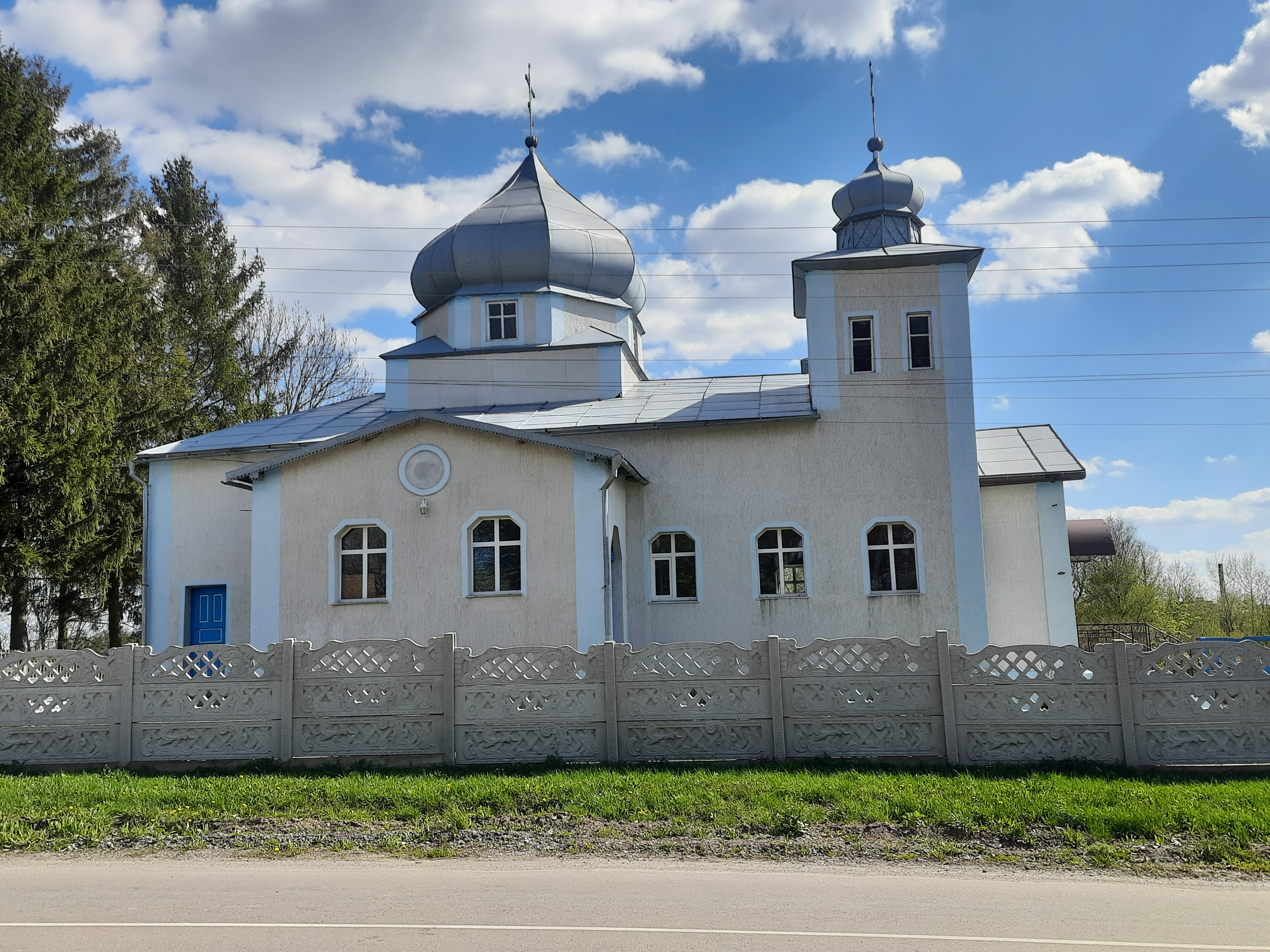
Свято-Ільїнська церква
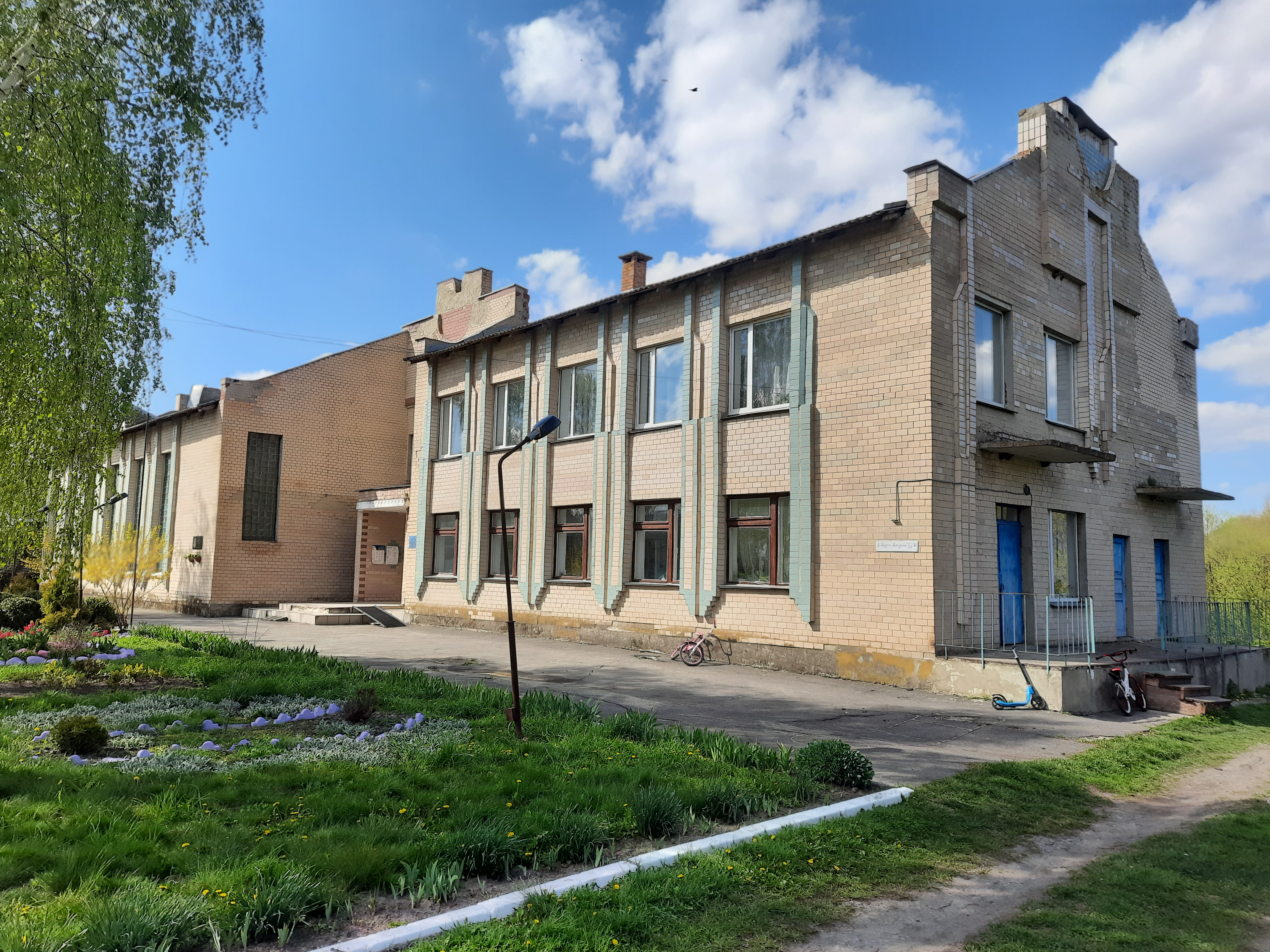
Школа